# Tārā (induismo)

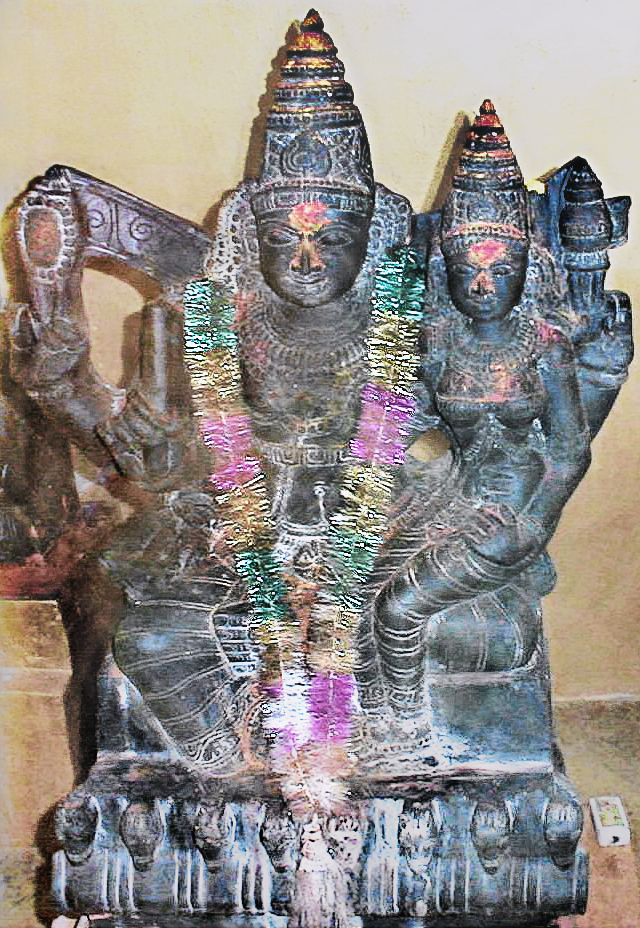
Tara con il marito Brihaspati.

Tārā (devanagari: तारा, IAST: Tārā, lett. stella), o Tāraka (devanagari तारक), è una divinità induista, associata al cielo e alle stelle. È anche la dea della felicità e dell'ottimismo.
È la consorte di Brihaspati, il dio del pianeta Giove. Secondo alcuni Purana, Tara ebbe un figlio di nome Budha, il dio di Mercurio, da Chandra, e uno di nome Kacha da Brihaspati.

## Mitologia
Tara era la moglie di Brihaspati, il guru degli dei. Poiché suo marito trascorreva la maggior parte del suo tempo con i problemi e le questioni dei Deva, Tara si sentiva ignorata. Un giorno Chandra, il dio della luna, visitò Brihaspati. Lì vide Tara e rimase affascinato dalla sua bellezza, e la dea ricambiò il suo interesse. Dopo qualche tempo, Chandra rapì Tara.
Brihaspati era infuriato e chiese a Chandra di restituire sua moglie, ma Chandra rispose che Tara era felice e soddisfatta con lui, e gli chiese come poteva una giovane donna essere felice con un marito anziano come lui. Ciò rese Brihaspati ancora più infastidito, al punto che avvisò Chandra di prepararsi a combattere, e chiese aiuto a Indra e agli altri Deva. Chandra non era pronto a restituire Tara e chiese a sua volta aiuto agli Asura e al loro precettore, Shukra. Deva e Asura stavano quindi per combattere una guerra, ma Brahma, il dio creatore, li fermò e convinse Chandra a restituire Tara. In alcune versioni, fu invece Shiva a fermare la guerra.
Dopo qualche tempo, Brihaspati scoprì che Tara era incinta e le chiese chi fosse il padre del bambino, ma Tara rimase in silenzio. Dopo la nascita del ragazzo, sia Chandra che Brihaspati affermarono di essere il padre. Alla fine, Tara rivelò che il bambino era il figlio di Chandra. Il bambino fu chiamato Budha e divenne il dio del pianeta Mercurio.